# Cratere Geinos
Geinos è un cratere sulla superficie di Ganimede.